# ألان تونغ
ألان تونغ (بالإنجليزية: Allan Ray Tong)‏ هو مجدف نيوزلندي، ولد في 20 يناير 1931 في أوكلاند في نيوزيلندا.

## وصلات خارجية
- ألان تونغ على موقع الاتحاد الدولي للتجديف (الإنجليزية)
- ألان تونغ على موقع أوليمبيديا (الإنجليزية)